# Manicaria
Manicaria, rod palmi smješten u vlastiti tribus Manicarieae., dio potporodice Arecoideae. Sastoji se od dvije vrste iz tropske Amerike od Gvatemale i Belizea na jug do Brazila i Perua.
Rod je opisan u Fruct. Sem. Pl. 2: 468 (1791).

## Vrste
1. Manicaria martiana Burret
2. Manicaria saccifera Gaertn.